# Walter von Medem

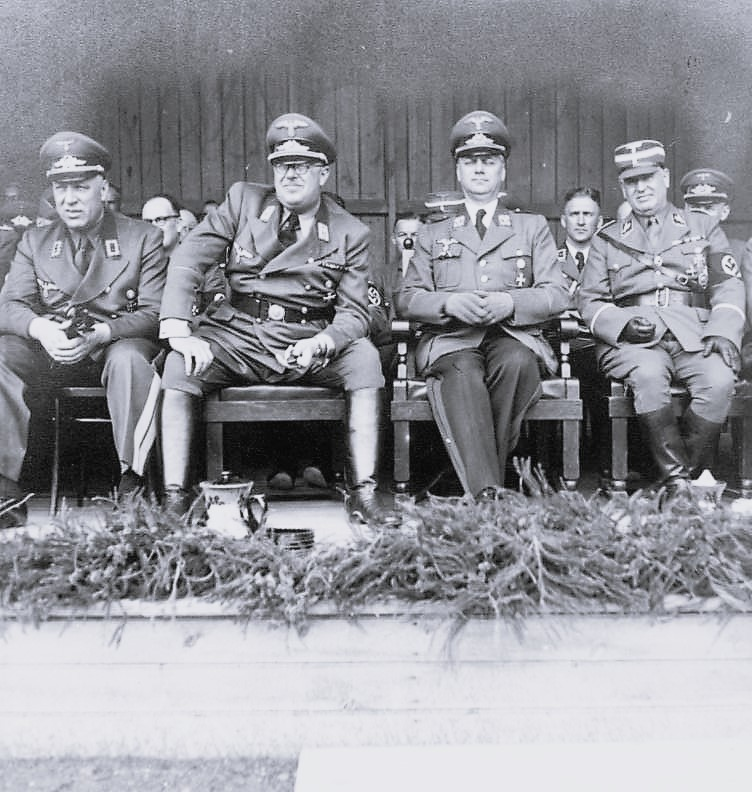
Otto-Heinrich Drechsler, Hinrich Lohse, Alfred Rosenberg und Walter-Eberhard von Medem (v. l. n. r.) bei einer Veranstaltung in der Ruine der Ordensburg von Doblen, 1942

Walter-Eberhard Alexander Albert Freiherr von Medem (* 4. Mai 1887 in Liegnitz; † 9. Mai 1945 in Prag) war ein deutscher Offizier, Freikorpsführer, Journalist und SA-Führer, der einem Zweig des deutschbaltischen Adelsgeschlecht von Medem entstammte.

## Leben und Wirken
Von 1914 bis 1918 nahm Medem als Offizier mit dem 3. Garde-Feldartillerie-Regiment am Ersten Weltkrieg teil, in dem er es bis zum Hauptmann brachte.
Nach dem Krieg wurde er Führer des nach ihm benannten Freikorps von Medem, das sich im Baltikum im lettischen Unabhängigkeitskrieg engagierte und unter anderem an der Befreiung Rigas aus der Kontrolle revolutionärer Kräfte im Mai 1919 beteiligt war.
In der Zeit der Weimarer Republik engagierte sich Medem politisch in der Deutschnationalen Volkspartei und seit 1924 im Frontsoldatenbund Stahlhelm, dessen Bundesamt (Vorstand) er angehörte: Den Schwerpunkt seiner Tätigkeit legte er in diesen Jahren auf das journalistische Gebiet. So war er zunächst als Redakteur für die Ostpreußische Zeitung und für die Allensteiner Zeitung tätig, 1922 wechselte er zur Telegraphen-Union. Von 1926 bis 1940 war er schließlich Chefredakteur der Zeitung Tag in Berlin.
Zum 1. Mai 1933 trat Medem in die NSDAP (Mitgliedsnummer 2.580.698) und zugleich in die SA ein, in der er am 1. Dezember 1933 den Rang eines SA-Standartenführers erhielt. Am 30. Januar 1942 wurde er zum SA-Oberführer befördert.
Medem wurde von Alfred Rosenberg protegiert. Als dieser Reichsminister für die besetzten Ostgebiete wurde, galt Medem als einer der wenigen „ungefährlich[en]“, weil „durch den Nationalsozialismus erzogen[en]“ Deutschbalten, die in ihre Heimat zurückkehren durften, um eine höhere Position im Reichskommissariat Ostland zu erhalten. Rosenberg ernannte Medem am 25. Juli 1941 zum Gebietskommissar von Mitau. Medems Bemühungen, die lettische Bevölkerung zur Mitarbeit auf wirtschaftlichem Gebiet zu gewinnen, fanden in den Berichten Albert Hoffmanns an Martin Bormann lobende Erwähnung, dagegen trafen Medems Umsiedlungspläne für das Baltikum, die auf eine Ansiedlung von ehemaligen Freikorpskämpfern hinausliefen, auf schärfste Ablehnung Himmlers. Medem erwartete die Übertragung von Rittergütern an die Freikorpskämpfer, wie sie die seinerzeitige lettische Regierung als Belohnung versprochen hatte. Auch der Adjutant Rosenbergs, Werner Koeppen, lehnte dies ab, weil die baltische Bevölkerung nicht mit der Rückkehr der deutsch-baltischen Barone beunruhigt werden sollte. Er starb am 9. Mai 1945 in Prag, beim Einmarsch der Roten Armee am Ende des Prager Aufstandes.
Als Publizist veröffentlichte Medem unter anderem die Bücher Stürmer von Riga (1935) und Fliegende Front (1942). Er schrieb Jungenbücher wie das über Werner Franz, der als 14-jähriges Besatzungsmitglied das Unglück des Luftschiffes Hindenburg überlebte. 1940 gab er das Buch Ein Robinson der Wüste von Max Kirsch unter dem neuen Titel Abenteuer in der Wüste heraus.
Viele seiner Schriften wurden nach Ende des Zweiten Weltkrieges in der Sowjetischen Besatzungszone auf die Liste der auszusondernden Literatur gesetzt.